# ورم حليمي مخاطي داخل قنوي
الورم الحليمي المخاطي داخل القنوي، هو ورم يتشكل ضمن خلايا القناة البنكرياسية. ينتج هذا النوع من الأورام المخاط، ومنه قد تتشكل الكيسات البنكرياسية. تكون الأورام المخاطية الحليمية داخل القنوية حميدة، ولكنها قد تتطور إلى سرطان بنكرياس. على هذا النحو، يعتبر الورم الحليمي المخاطي داخل القنوي ورم محتمل التسرطن. تشمل الخيارات العلاجية المراقبة الدقيقة والجراحة الوقائية.

## علم الأنسجة
يحدد الورم الحليمي المخاطي داخل القنوي ظهارة عمودية مفرزة للمخاطين.

## التشخيص
يشخص الورم الحليمي المخاطي داخل القنوي في معظم الحالات بناءً على معايير سريرية وشعاعية. يكون عادةً مستوى المستضد السرطاني المضغي مرتفع عند ارتشاف السائل من الكيسة. لا يكون تأكيد التشخيص بفحص الأنسجة ضروريًا إلا في حالات نادرة.
وفقًا لعلم التشريح المرضي النسيجي، يتميز الورم بخلاياه الظهارية المخاطية ونموه داخل القنوات البنكرياسية عند فحصه بالمجهر الضوئي. يعتبر الموسين 5 إيه سي واصم مفيد في الكيمياء النسيجية المناعية. يترافق الورم بتبدلات جينية مميزة في المورثتين كيراس وجناس. 
يمكن تقسيم الورم الحليمي المخاطي داخل القنوي على النحو التالي:
- التشريح المرضي العياني: يشمل ذلك آفات القناة الرئيسية والقنوات الفرعية والقنوات المختلطة. يحدد هذا النمط من التقسيم التدبير الجراحي للورم. يسبب ورم القناة الرئيسية توسع أكبر من 5 مم قطعي أو منتشر في القناة البنكرياسية الرئيسية دون أسباب أخرى للانسداد، بينما يشكل ورم القناة الفرعية كيسة متصلة بالقناة الرئيسية بقطر أكثر من 5 مم. تحقق أورام القنوات المختلطة كلا المعيارين أعلاه.[5]
- الفحص بالمجهر الضوئي والكيمياء النسيجية المناعية: معدي ومعوي وبنكرياسي صفراوي ومنتبج.[6]

## العلاج
يعتبر الاستئصال الجراحي الخيار الأفضل في حال كان الورم في القناة الرئيسية؛ فالورم قد يتطور إلى سرطان بنسبة تقدر بنحو 50%. تترك أورام القنوات الفرعية للمراقبة باستخدام التصوير المقطعي المحوسب أو التصوير بالرنين المغناطيسي، ولكن يخضع معظمها للاستئصال في نهاية المطاف. تشكل الأورام الخبيثة نحو 30% من تلك الأورام المستأصلة. تتضمن دواعي الاستئصال الجراحي ما يلي: اليرقان الانسدادي والعقد الجدارية المعززة للمادة الظليلة بقطر أكبر من 5 مم وتوسع القناة البنكرياسية أكثر من 10 مم.
قد تشمل الجراحة إزالة رأس البنكرياس (استئصال البنكرياس والاثنا عشري/ إجراء ويبل) أو إزالة جسم وذيل البنكرياس (استئصال البنكرياس البعيد) أو استئصال البنكرياس بالكامل في حالات نادرة. يمكن في حالات معينة إجراء الجراحة باستخدام تقنيات طفيفة التوغل كتنظير البطن أو الجراحة الروبوتية مثلًا. ربطت أحد الدراسات ارتفاع عدد العقد اللمفاوية المستأصلة أثناء الجراحة بمعدل بقاء أفضل في حالة الأورام الغازية. اعتمدت الدراسة السابقة على بيانات برنامج المراقبة والوبائيات والنتائج النهائية التابع للمعهد الوطني للسرطان. 